# Club Bàsquet Mollet
Il Club Bàsquet Mollet è una società cestistica avente sede a Mollet del Vallès, in Spagna. Fondata nel 1943, ha giocato per due anni nel massimo campionato spagnolo, la Primera División. Attualmente milita nelle serie inferiori.